# Anna Recker
Anna Recker (* 3. Oktober 1949 in Bad Laer bei Osnabrück) ist eine deutsch-luxemburgische Malerin und Zeichnerin.

## Werdegang
Anna Recker verbrachte ihre Kindheit und Schulzeit in Hattingen an der Ruhr. Von 1969 bis 1971 studierte sie Grafikdesign und freies Zeichnen an der Folkwangschule für Gestaltung in Essen-Werden, wechselte 1971 an die Staatliche Hochschule der Künste Berlin, Abteilung Kunstpädagogik, studierte dann aber Malerei, Druckgrafik und Bildhauerei. Sie schloss ihr Studium 1977/78 als Meisterschülerin von Heinz Trökes ab.
1977 war sie Dozentin an der Sommerakademie in Luxemburg, unterrichtete 1978/79 im Lycée Technique Mathias Adam und gründete 1978 eine Zeichenschule in Luxemburg. 1982/83 war sie Stadtzeichnerin in Nürnberg im Rahmen eines Zeichenstipendiums der Kunsthalle Nürnberg und Faber-Castell. 1987 zog sie ins Allgäu und kam 1988 nach Luxemburg zurück, um das Glaswandrelief „Erstarrtes Fließen“ 14 m × 6 m, für das Centre Financier auszuführen. Weitere Glasarbeiten von Anna Recker befinden sich in der Cité Judiciaire in Luxemburg und auf dem Friedhof in Junglinster. 1987 wurde ihr Synchronoptisches Theater im Théâtre d‘Esch im Rahmen vom 2e Festival de Musique Contemporaine Luxembourgeoise, LGNM realisiert. Die musikalische Leitung hatte Camille Kerger. 2004 entstand ihre Performance Triangolo All‘ Angelo mit der Musikerin und Schauspielerin Sascha Ley und den Tänzern Annick Pütz, Anu Sistonen und Gianfranco Celestino im Espace Monterey in Zusammenarbeit mit dem CAL und der BGL. 2006/7 folgte die Performance Mouche/Tanz auf dem Facettenauge im Naturmuseum Luxemburg.
2013 bekam sie den Kunstpreis Ennepe-Ruhr und wurde 2014 mit anderen Künstlern aus dem Ruhrgebiet, aus der Oberlausitz und aus Breslau zu einem Workshop nach Görlitz eingeladen, um das deutsch-polnisches Kunstprojekt WASSERgleich…WODAjestzu planen, welches 2015 in Görlitz und in Zgorzelec zu sehen war. Die weitere Station war die Europäische Kulturhauptstadt 2016 Breslau/Wrocław. 2015 wurde ihr der Kaiser-Lothar-Preis von der Vereinigung Bildender Künstler aus Eifel und Ardennen in der Basilika Prüm verliehen.
Anna Recker ist seit 1981 freischaffend, lebt und arbeitet in Luxemburg und im Ruhrgebiet.

## Mitgliedschaft
- Deutschen Künstlerbund Berlin
- Verein der Düsseldorfer Künstler
- Gesellschaft für Bildende Kunst Trier
- Cercle Artistique de Luxembourg
- Institut Grand-Ducal de Luxembourg, Section Arts et Lettres

## Auszeichnungen und Preise
- 1979 1er Prix de la Peinture, IXème Biennale des Jeunes Luxembourgeois
- 1980 Cité Internationale des Arts, Paris
- 1981 Mention Spéciale du Jury, Xème Biennale des Jeunes Luxembourgeois
- 1982 Kunstpreis der Stadt Nürnberg und Faber-Castell, Stadtzeichnerin von Nürnberg
- 1982 Stipendium Künstlerbahnhof Ebernburg,
- 1982 Bad Münster am Stein (D)
- 1986 Stipendium der Südlichen Weinstraße, Landau (D)
- 1988 Prix Spécial du Jury, Vème Quinquennale d’Art Moderne Luxembourgeois
- 1991 Prix de Raville, Cercle Artistique de Luxembourg
- 1992 Prix Habib Gargour, Musée National de Monaco
- 1993 Prix Spécial du Jury, VIème Quinquennale d‘Art Moderne Luxembourgeois
- 1999 Prix Grand-Duc Adolphe, Luxembourg
- 2001 1er Prix „Prix Max Goergen“ Wilwerwiltz, Luxembourg
- 2006 1er Prix „Prix d‘Art Limes 2006“ (D)
- 2008 Internationaler Ideenwettbewerb – Cité Judiciaire, Luxembourg
- 2008 1. Preis: Wände in der Eingangshalle des Bezirksgerichts
- 2008 2. Preis: Skulpturen in der Eingangshalle des Obersten Gerichtshofes
- 2011 Publikumspreis „Orient-Okzident“ Rosenheim-Museum, Offenbach (D)
- 2013 Kunstpreis-Ennepe-Ruhr 2013 (D)
- 2015 Kaiser-Lothar-Preis
- 2015 Europäische Vereinigung Bildender Künstler aus Eifel und Ardennen, Basilika Prüm
- 2015 1er Prix Concours d’idées pour un monument au cimetière de Junglinster, Luxembourg

## Einzelausstellungen
- 1975 Galerie der Glasmenagerie, Berlin
- 1976 Galerie d’Art Municipale Esch, Luxembourg
- 1980 Galerie der Thomas-Mann-Bibliothek, Luxembourg
- 1981 Galerie d’Art Municipale Esch, Luxembourg
- 1981 Thomas-Mann-Bibliothek/Centre Noppeney, Differdange, Luxembourg
- 1982 Galerie Etienne de Causans, Paris
- 1982 Künstlerbahnhof Ebernburg/Bad Münster am Stein (D)
- 1983 Galerie A, München (D)
- 1983 Studio der Kunsthalle Nürnberg (D)
- 1983 Kunstverein Ahrensburg mit Raymond Weiland (D)
- 1983 Kunstverein Hattingen (D)
- 1984 Galerie Walther, Düsseldorf (D)
- 1984 Galerie Etienne de Causans, Paris
- 1985 Galerie der Thomas-Mann-Bibliothek, Luxembourg
- 1985 La Galerie du Faubourg, Neuchâtel (CH)
- 1985 Galerie Carol Rousin, Mainz (D)
- 1985 Galerie Simoncini avec Victoria Bartlett, Luxembourg
- 1986 Galerie d’Art Municipale Esch, Luxembourg
- 1986 Galerie der Kreisverwaltung SÜW, Landau (D)
- 1987 La Galerie du Faubourg, Neuchâtel (CH)
- 1987 Galerie Carol Rousin, Mainz (D)
- 1987 Galerie Simoncini avec Franceline Pompe, Luxembourg
- 1987 Galerie Walther, Düsseldorf (D)
- 1987 Galerie Rutzmoser, München (D)
- 1988 Galerie in Zabo mit Raymond Weiland, Nürnberg (D)
- 1989 BP Gallery, Brüssel
- 1992 3 Künstler aus Luxemburg, SPD-Landtagsfraktion des Saarlandes, Landtag Saarbrücken (D)
- 1992 3 Künstler aus Luxemburg, Kulturzentrum Villa Fuchs, Merzig (D)
- 1992 Galerie Simoncini, Luxembourg
- 1993 Galerie d’Art Municipale Esch, Luxembourg
- 1995 Galerie Simoncini, Luxembourg
- 1995 Galerie Walther, Düsseldorf (D)
- 1997 „Luxembourg 2000“ The Gallery in Cork Street
- 1997 with Barbara Wagner, London
- 1997 Galerie 8PQ, Bonn (D)
- 1997 Galerie d’Art Municipale, Esch (L)
- 1998 Galerie in der Alten Brauerei mit Margret Lafontaine und Thierry Delvaux, St. Ingbert (D)
- 1999 Galerie Simoncini, Luxembourg
- 1999 Alte Kirche Roodt Syre, Luxembourg
- 2000 Galerie Acht P, Bonn (D)
- 2003 Galerie Simoncini, Luxembourg
- 2004 Espace Royal Monterey, CAL – Banque Générale du Luxembourg
- 2005 „Le mur“ Bodeninstallation zum Thema Mauer, Editions Estuaires, Abbay de Neumünster (L)
- 2006 „Rückblick“ Galerie d’Esch, Foyer du Théâtre Municipal, Esch-Alzette, Luxembourg
- 2007 Galerie Simoncini, Luxembourg
- 2007 Galerie Altes Amt Schönecken/Eifel (D)
- 2007 Im Rahmen von Luxemburg und die Großregion, Europäische Kulturhauptstadt
- 2011 Galerie Simoncini, Luxembourg
- 2012 Vordere Schütte am Alten Schloss
- 2012 Kisslegg/Allgäu (D)
- 2013 „Blickwinkel“ mit Christoph Mancke,
- 2013 Städtische Galerie im Museum Saarburg (D)
- 2015 Galerie Simoncini, Luxembourg
- 2015 „Reflets d’Artistes“ avec Rainer Tappeser et Jonas Fleckenstein
- 2015 Galerie op der Kap, Capellen, Luxembourg
- 2016 Galerie Simoncini, Luxemburg
- 2016 Galerie Grewenig/Nissen, Heidelberg (D)
- 2018 “Flucht | Punkte | Linien” mit Lynn Schoene und Tom Feritsch, Galerie 39 Dudelange, Luxemburg
- 2019 „Seven Decades“ Galerie Simoncini, Luxembourg
- 2019 „Co-respondere“ Museum Théo Kerg, Schriesheim (D)
- 2019 “Plan-Spiel-Theorie” Ausstellungshalle Neues Rathaus, Kunstmuseum Bayreuth. Filmdokumentation zur Ausstellungseröffnung (Film)

## Gruppenausstellungen
- 1973/74 Freie Berliner Kunstausstellung, Berlin
- 1976 Staatliche Hochschule der Künste, Berlin
- 1978 IIIème Quinquennale d’Art Moderne Luxembourgeois Esch-sur-Alzette (L)
- 1979 IXème Biennale des Jeunes, Esch-sur-Alzette (L)
- 1979 Iière Biennale d’Art Contemporain, Brest (F)
- 1980 Galerie Etienne de Causans, Paris
- 1981 Xème Biennale des Jeunes, Esch-sur-Alzette (L)
- 1981 IIème Biennale d’Art Contemporain, Brest (F)
- 1982 Künstlerbahnhof Ebernburg, Bad Münster am Stein (D)
- 1982 XXVIIème Salon de Montrouge, Paris
- 1982 1982
- 1982 Villa Vauban, Luxembourg
- 1982 Galerie Etienne de Causans, Paris
- 1982 „96 Künstler aus Westfalen“ Westfälisches Landesmuseum Münster (D)
- 1982 Galerie d’Art Municipale Esch, Luxembourg
- 1983 „Nach Berlin“ Staatsbibliothek, Preußischer Kulturbesitz, Berlin
- 1983 Morley Gallery London
- 1983 Kunstpalast Düsseldorf (D)
- 1984 Kunstverein Hannover (D)
- 1984 Galerie Marina Dinkler, Berlin
- 1984 „11 artistes entorin de la realitat“ Galerie Sala Vayreda, Barcelona (E)
- 1984 Kunstpalast Düsseldorf (D)
- 1985 Wettbewerb 2000 Jahre Augsburg (D)
- 1985 Westdeutscher Künstlerbund, im Karl Ernst Osthaus Museum Hagen (D)
- 1985 Cercle Artistique de Luxembourg
- 1985 Kunstpalast Düsseldorf (D)
- 1986 Consument Art, Nürnberg (D)
- 1986 Kunstpalast Düsseldorf (D)
- 1986 Cercle Artistique de Luxembourg
- 1987 Cercle Artistique de Luxembourg
- 1987 Kunstpalast Düsseldorf (D)
- 1988 Cercle Artistique de Luxembourg
- 1988 Kunstpalast Düsseldorf (D)
- 1988 Galerie Walther – Kulturverein Zehntscheuer, Rottenburg (D)
- 1988 Galerie Rutzmoser, München (D)
- 1988 Vème Quinquennale d’Art Moderne Luxembourgeois Esch-Alzette, Luxembourg
- 1989 Cercle Artistique de Luxembourg
- 1989 Kunstpalast Düsseldorf (D)
- 1989 Galerie Walther – Kulturamt Sindelfingen (D)
- 1990 „Jeunes Peintres Luxembourgeois“ Künstlerzentrum der GUS, Moskau
- 1990 „Vingt Artistes Luxembourgeois“ Bayerische Landesbank, München (D)
- 1990 Consument Art, Nürnberg (D)
- 1990 Cercle Artistique de Luxembourg
- 1990 XXIIème Festival International de la Peinture, Musée de Cagnes-sur-Mer (F)
- 1991 CAL „La Jeune Peinture Contemporaine au Luxembourg“
- 1991 Studio Gallery Pallac Kultury i. Nauki, Warschau
- 1991 Musée des Beaux-Arts, Nancy
- 1991 Palais des Festivals, Biarritz
- 1991 Centre d’Art Contemporain, Mont-de-Marsan
- 1991 Espace-Rencontres Athanor, Guérande
- 1991 Musée des Beaux-Arts, Carcassonne
- 1991 „Landschaften“ Bahnhof Eller, Düsseldorf
- 1991 „Prix Robert Schuman“ Tufa Trier (D)
- 1991 «Grands et Jeunes d’Aujourd’hui» Grand Palais, Paris
- 1991 Cercle Artistique de Luxembourg
- 1991 «Art au Luxembourg» Centre Albert Borschette, Bruxelles (B)
- 1991 «Vingt Artistes Luxembourgeois», Tutesall, Luxembourg
- 1991 CAL «La Jeune Peinture Contemporaine au Luxembourg»
- 1991 Helsingin Kaupungin Taidemuseo, Helsinki
- 1992 Hôtel du Conseil Régional Provence-Côte d’Azur, Marseille
- 1992 Salles Romanes du Cloître, Arles
- 1992 Musée des Beaux-Arts, Le Mans
- 1992 Fondation Charles Cante, Mérignac
- 1992 Musée des Tapisseries, Aix-en-Provence
- 1992 Musée du Château, Montbéliard
- 1992 Palais des Arts, Toulouse
- 1992 Musée d’Art Contemporain, Dunkerque
- 1992 Salle des Cordeliers, Paris
- 1992 Musée des Jacobins, Morlaix
- 1992 Arsenal, Metz
- 1992 „Carte blanche“, Centre Culturel Francais, Luxembourg
- 1992 Kulturzentrum Villa Fuchs, Merzig (D)
- 1992 Prix International d‘Art Contemporain, Musée National de Monaco
- 1992 «Grands et Jeunes d’Aujourd’hui» Grand Palais, Paris
- 1992 Museum Simeonstift, Trier (D)
- 1992 «Peintres Luxembourgeois d’Aujourd‘hui» Exposition itinérante à travers 16 villes de France
- 1993 VIème Qinquennale d’Art Moderne Luxembourgeois, Esch-Alzette, Luxembourg
- 1993 «Grands et Jeunes d’Aujourd’hui» Grand Palais, Paris
- 1993 „Imago Luxemburgi“ Bouwcentrum, Antwerpen, Belgium
- 1993 Tutesall, Luxembourg
- 1993 Cercle Artistique de Luxembourg
- 1993 Rotary Club Esch, Galerie d’Art Municipale Esch, Luxembourg
- 1994 „Petits Formats“ Galerie Simoncini
- 1994 «Grands et Jeunes d’Aujourd’hui» Grand Palais, Paris
- 1994 Cercle Artistique de Luxembourg
- 1995 Artistes Luxembourgeois d‘aujourd‘hui, BIL Luxemburg
- 1995 Cercle Artistique de Luxembourg
- 1995 Galerie Walther, Art Cologne, Köln (D)
- 1996 „Soropcollection“ Galerie d’Art Municipale Esch, Luxembourg
- 1996 „Die Farbe Rot“ Kunstverein Hochrhein (D)
- 1997 „Zeitgleich – BBK Saarland“ Altes Schloss Dillingen, Saarland (D)
- 1997 „in medias res“ Kunst bei ProSieben Media AG, München
- 1998 VIIème Quinquennale d’Art Moderne de Luxembourg, Esch-Alzette, Luxembourg
- 1998 Cercle Artistique de Luxembourg
- 1998 „Artemania 2“ Tutesall, Luxembourg
- 1999 Galerie TEM Goviller/Galerie Lillebonne, Nancy, France
- 1999 Banque et Caisse d’Epargne de l’Etat, Luxembourg
- 2000 „Jours de Fête“ Luxemburgische Botschaft in Berlin
- 2000 ICO Centrum voor Kunst & Cultuur, Assen, Netherland
- 2000 „The Color Within“ The Gallery of Contemporary Art Sacred Heart University, Fairfield, Connecticut, USA
- 2000 „An 2000 Jour Zéro“ Galerie d’Art Municipale Esch, Luxembourg
- 2001 „Granit im öffentlichen Raum“ Kusser Aicher Granitwerke, Bayrisches Staatsministerium des Inneren, München (D)
- 2001 «claro que si» Fundacion Carlos de Amberes, Madrid
- 2001 «Art contemporani Luxemburg-Catalunya»
- 2001 Casa Elizalde, Barcelona (E)
- 2001 «Catalogne-Luxembourg»
- 2001 Ancienne Chapelle du Rham, Luxembourg
- 2001 „Contemporary Art from Luxembourg“
- 2001 European Central Bank, Frankfurt
- 2001 „Mythologie 2001“
- 2001 Pinacothèque Municipale d’Athenes
- 2001 CAL in der Galerie beim Engel, Luxembourg
- 2002 „Italia-Lussemburgo confrontations“
- 2002 Palazzo Mazziotti, Caiazzo (Ce) Italy
- 2002 12 Künstler der Galerie, Galerie Acht P, Bonn (D)
- 2002 Cercle Artistique de Luxembourg
- 2002 Bodeninstallation zum Projekt «Open House» Louise Lawler, Casino Luxembourg
- 2002 Internationaler Ideenwettbewerb
- 2003 VIIIème Quinquennale d’Art Contemporain au Luxembourg
- 2003 2e Biennale d’Art Contemporain,
- 2003 Centre Culturel à Strassen, Luxembourg
- 2004 „Elemente in der Kunst – Kunst in ihrem Element“ Landesgartenschau Trier (D)
- 2004 Cercle Artistique de Luxembourg
- 2005 „Strom_Linie_Form“ Stadtmuseum Hattingen (D)
- 2005 Verein Düsseldorfer Künstler, SITTart Galerie Düsseldorf
- 2006 „Prix d’Art Limes“ Wanderausstellung
- 2006 Esch-Alzette (L), Bitburg, Merzig, Wittlich (D), Arlon (B)
- 2007 „Limes unterwegs“ Kaserne VI, Saarlouis (D) Im Rahmen von Luxemburg und die Großregion – Europäische Kulturhauptstadt
- 2007 Alte Abtei Malmedy (B)
- 2007 Im Rahmen von Luxemburg und die Großregion – Europäische Kulturhauptstadt
- 2007 Galerie Acht P, Bonn (D)
- 2008 Galerie Simoncini, Luxembourg
- 2008 Verein Düsseldorfer Künstler, SITTart Galerie, Düsseldorf (D)
- 2008 Cercle Artistique de Luxembourg
- 2009 Verein Düsseldorfer Künstler, SITTart Galerie, Düsseldorf (D)
- 2009 Cercle Artistique de Luxembourg
- 2009 Jahresausstellung der Gesellschaft für Bildende Kunst, Trier (D)
- 2010 Verein Düsseldorfer Künstler, SITTart Galerie, Düsseldorf (D)
- 2010 Cercle Artistique de Luxembourg
- 2010 Jahresausstellung der Gesellschaft für Bildende Kunst Trier (D)
- 2011 «J’aime la différence» Casa das Artes de Tavira (P)
- 2011 Kunstpreis der Rosenheimstiftung 2010, Rosenheim-Museum, Offenbach (D)
- 2011 Verein Düsseldorfer Künstler, SITTart Galerie, Düsseldorf (D)
- 2011 Cercle Artistique de Luxembourg
- 2011 Jahresausstellung der Gesellschaft für Bildende Kunst Trier (D)
- 2012 „Changing Perspectives – 15 years of the ECB’s art collection“ European Central Bank, Frankfurt (D)
- 2012 Die Preisträger des Projektes „Stadtzeichner von Nürnberg“ Schloss Faber-Castell, Stein/Nürnberg (D)
- 2012 Jahresausstellung der Gesellschaft für Bildende Kunst Trier (D)
- 2012 Cercle Artistique de Luxembourg
- 2013 Europäische Vereinigung bildender Künstler aus Eifel und Ardennen, Abtei Prüm (D)
- 2013 „WASSERgleich… WODAjest…“ deutsch-polnisches Kunstprojekt Stadtmuseum Hattingen (D)
- 2013 Les lauréats du Prix Grand-Duc Adolphe, Abbaye de Neumünster, Luxembourg
- 2013 „ad hoc 2“ Gemeinschaftsausstellung von 5 Kunstvereinen, Tufa Trier (D)
- 2013 „sculpture europe“ Kultursommer Rheinland-Pfalz, Tufa Trier (D)
- 2013 Cercle Artistique de Luxembourg
- 2013 Jahresausstellung der Gesellschaft für Bildende Kunst Trier (D)
- 2013 „Kunstpreis Ennepe-Ruhr 2013“ Galerie im Wasserwerk Witten (D)
- 2013 „Kunstpreis Ennepe-Ruhr 2013“ Galerie im Kreishaus Schwelm (D)
- 2013 „Mut zur Lücke“, Galerie Palais Walderdorff, Trier (D)
- 2013 „Art 2013“ Ferme du Chateau Koerich, Luxembourg
- 2014 Europäische Vereinigung bildender Künstler aus Eifel und Ardennen, Abtei Prüm (D)
- 2014 Verein Düsseldorfer Künstler, SITTart Galerie, Düsseldorf (D)
- 2014 Cercle Artistique de Luxembourg
- 2014 Jahresausstellung der Gesellschaft für Bildende Kunst Trier (D)
- 2014 „regards croisés“ EVBK, Konschthaus beim Engel, Luxembourg
- 2014 „Impulse“ SWR Studio Trier (D)
- 2015 „EVBK-Künstler im Trifolion“ Echternach, Luxembourg
- 2015 „EVBK-Künstler auf der Burg“ Bourglinster, Luxembourg
- 2015 Cercle Artistique de Luxembourg, Luxembourg Art Week
- 2015 Jahresausstellung der Gesellschaft für Bildende Kunst Trier (D)
- 2015 „WASSERgleich… WODAjest…“ deutsch-polnisches Kulturprojekt, Dom Kultury Görlitz/Zgorzelec (D-PL)
- 2015 Europäische Vereinigung Bildender Künstler aus Eifel und Ardennen, Abtei Prüm (D)
- 2015 „Artistes Luxembourgeoises“ U.S. Embassy, Luxembourg
- 2015 „Findungen und Formate“ SWR Studio Trier (D)
- 2016 “Zero Ninety” European Youth Press, Exozet Berlin
- 2016 Jahresausstellung der Gesellschaft für Bildende Kunst, Trier
- 2016 Luxembourg Art Week
- 2016 SITTart Galerie, Verein der Düsseldorfer Künstler, Jahresausstellung
- 2016 „Findungen und Formate II“ SWR Studio Trier
- 2016 Europäische Vereinigung Bildender Künstler aus Eifel und Ardennen, Abtei Prüm (D)
- 2016 „CAL@H2O – all about water“, Espace H2O Differdange, Luxembourg
- 2016 „Lost Art – A One-Night Show“, Casino Luxembourg
- 2016 WASSERgleich… Wodajest… deutsch-polnisches Kunstprojekt in der Kunstakademie Breslau, Europäische Kulturhauptstadt Breslau/Wrocław (PL)
- 2017 “miniMal” Das kleine Format, Galerie Palais Walderdorff, Trier
- 2017 Jahresausstellung der Gesellschaft für Bildende Kunst Trier
- 2017 SITTart Galerie, Verein Düsseldorfer Künstler, Jahresausstellung
- 2017 “Heimat?” Projektraum Deutscher Künstlerbund Berlin
- 2017 “All about Identity” Cercle Artistique de Luxembourg
- 2017 EVBK – Europäische Vereinigung Bildender Künstler aus Eifel und Ardennen, Abtei Prüm
- 2017 Twenty Years of Collecting Luxembourg Art 1996 – 2016, Musée national d’histoire et d’art, Luxembourg
- 2017 Galerie Indépendance, Collection R. Niesen 1990 – 2016 Banque Internationale à Luxembourg
- 2017 „ad hoc 4“, Gemeinschaftsausstellung von 5 Kunstvereinen, Tuchfabrik Trier
- 2017 EVBK, Kultur-Messezentrum St. Vith, Belgien
- 2017 Galerie Grewenig Nissen, Heidelberg
- 2017 „Die Grosse 2017“ Museum Kunstpalast, Düsseldorf
- 2018 Jahresausstellung der Gesellschaft für Bildende Kunst, Trier
- 2018 Salon du CAL – Luxembourg Art Week
- 2018 “Findungen und Formate IV” SWR Studio, Trier
- 2018 EVBK – Beaufort Festival
- 2018 EVBK-Europäische Vereinigung Bildender Künstler aus Eifel und Ardennen, Abtei Prüm
- 2018 “Spontan!”, Tufa-Trier
- 2019 “Flüchtige Entwürfe” Deutscher Künstlerbund, Berlin (D)
- 2019 „Treffpunkt LINIENFELDER“ Museum Pachen, Rockenhausen (D)
- 2019 EVBK – Europäische Vereinigung Bildender Künstler aus Eifel und Ardennen, Abtei Prüm (D)
- 2019 „Platons Erben“ Die Sammlungen im Kunstmuseum Bayreuth (D)
- 2019 Filmdokumentation 20 Jahre Kunstmuseum Bayreuth (Film)